# إميلي شولمان
إميلي شولمان (بالإنجليزية: Emily Schulman)‏ هي ممثلة أمريكية، ولدت في 17 أغسطس 1977 في لوس أنجلوس في الولايات المتحدة.

## وصلات خارجية
- إميلي شولمان على موقع IMDb (الإنجليزية)
- إميلي شولمان على موقع قاعدة بيانات الفيلم (الإنجليزية)